# 四平昊華
四平昊華化工有限公司，簡稱四平昊華化工，以及四平昊華（英語：Siping Haohua Chemical Company Limited），在1958年，由當時吉林省四平市人民政府設立，在1993年，當時為中國化工進出口總公司（中國中化集團公司前身）旗下子公司，直至2004年，則已成為中國昊華化工集團（中國化工集團公司旗下）全資子公司。而前身為「东北石油八厂」、「吉林省石油化工联合工厂」、「吉林省四平联合化工厂」、「中化四平联合化工总厂」、「四平联合化工股份有限公司」，以及「四平联合化工有限责任公司」。
現時在中國內地經營生产和销售离子膜烧碱、聚氯乙烯树脂、工业用合成盐酸、高纯盐酸、食品添加剂氢氧化钠、食品添加剂盐酸、液氯、次氯酸钠、溶解乙炔、工业用氧气、水泥等。
而董事長及總裁為李玉石。總部位於中國吉林省四平市北二经街936号，也是主要活動場地。

## 連結
- SPHH.com.cn